# Gastrina latifasciata
Gastrina latifasciata là một loài bướm đêm trong họ Geometridae.